# Kom hem (sång)
Kom hem, skriven av Calle Kindbom och Thomas Thörnholm, är en sång framförd av Barbados. Singeln placerade sig som högst på 19:e plats på försäljningslistan för singlar i Sverige, och låten blev en stor hit. Melodin låg på Svensktoppen i 19 veckor under perioden 4 november 2000 -24 mars 2001 , och toppade bland annat listan innan den åkte ur .
Melodin segrade i tävlingen Dansbandslåten 2000 på 142 poäng före "Du fick mig att öppna mina ögon" av Arvingarna och "Vad pojkar gör om natten" av Friends . Låten vann också Guldklaven 2001 som årets låt.
År 2005 gavs den ut på albumet Best of Barbados 1994-2004.
I Dansbandskampen 2008 framfördes låten av Jenny Saléns. En parodi av Magnus Carlsson i finalen av Dansbandskampen 2009 hette Åk hem. I Dansbandskampen 2010 tolkades låten av Pure Divine.

## Listplaceringar
| Lista (2000-2001) | Topplacering |
| ----------------- | ------------ |
| Sverige           | 19 .         |